# 瑜伽
瑜伽（ゆが）は、仏教におけるサンスクリット語「yoga योग」の音写語で、感覚器官が自らに結びつくことによって心を制御する精神集中法や、自己を絶対者に結びつけることによって瞑想的合一をはかる修行法をいう。心身の健康法としてのヨーガ（ヨガ）もこれに由来する。

## 概要
原義は「結びつくこと」「結びつけること」の意で、相合、成、摂、成就、精勤修行などと漢訳される。仏教では、瑜伽行派（Yogaacaara、योगचार）において、このような実践方法が重んじられ、独自の体系のもとに記述された。語の用例としては、上述のほかに、『南海寄帰内法伝』 に、中観派に対する瑜伽行派の呼称として「瑜伽」という語が使われ、それに準じた用例も多いが、今日ではあまり用いられない。現今では瑜伽行派・唯識派、または原音で「ヨーガーチャーラ派」というのが一般的である。